# Су-11
Су-11 (обозначение программы: Т-3-8М, по кодификации НАТО: Fishpot-C) — советский однодвигательный сверхзвуковой всепогодный истребитель-перехватчик, созданный в ОКБ-51 Павла Сухого. Усовершенствованный вариант Су-9, главными отличиями которого стали более мощная РЛС РП-11 и две УРВВ К-8М с ГСН в качестве вооружения, при некотором ухудшении ЛТХ. Первый полёт переоборудованного соответствующим образом прототипа Т47-3 состоялся 25 декабря 1958 года, испытания самолёта шли в 1959–1961 годах. Принят на вооружение авиации ПВО СССР 5 февраля 1962 года в составе комплекса перехвата Су-11-8М, серийный выпуск его начался в том же году на авиазаводе № 153 в Новосибирске. Планировалось полностью заместить им в производстве Су-9, однако из-за катастрофы первого серийного экземпляра и конкурентной борьбы КБ Яковлева объём выпуска составил лишь 108 машин, последние из которых были сданы в 1965 году.
В 1964–1965 годах их получили три истребительных полка авиации ПВО: 393-й, 790-й и 191-й. В них они прослужили около полутора десятилетий, пока в связи с исчерпанием ресурса и моральным устареванием не были заменены более совершенными самолётами, вместе с последними Су-9.

## Проектирование и производство
Создание самолёта началось в 1957 году в ОКБ-51 П.О. Сухого. Истребитель-перехватчик Су-11 изначально создавался как ещё одна модификация базового самолёта Т-3 по оснащению мощной радиолокационной станцией типа Алмаз. Для размещения двух антенн станции конструкторам пришлось значительно увеличить носовую часть фюзеляжа, сделав по её бокам радиопрозрачные вставки, при этом значительно ухудшились характеристики воздухозаборника и обзор из кабины пилота. Работы по созданию нового самолёта в ОКБ велись под шифром Т-47. Программа по созданию Су-11 завершилась в июне 1961 года. Во время выполнения учебных полётов отрабатывались различные варианты носовой части самолёта. В начале 1962 года самолёт был принят в ВВС Советского Союза и переименован в Су-11.
Постановлением Совета Министров от 27.11.1961 года самолёт был запущен в серийное производство. Со второй половины 1962 года он должен был сменить Су-9 на стапелях завода в Новосибирске и до конца года предстояло выпустить 40 самолётов. Первый серийный экземпляр самолёта был выкачен из сборочного цеха в июне и благополучно облётан в августе. Производство самолёта постепенно набирало обороты, и тут произошло трагедия. 31 октября при облёте первого серийного Су-11 остановился двигатель, при попытке посадить самолёт на окраине бывшего городского аэродрома погиб лётчик из-за больших ударных нагрузок при посадке. Эта катастрофа крайне негативно отразилась на судьбе нового самолёта, в результате серийное производство было приостановлено. Создателям самолёта и двигателя было предписано принять серьёзные меры для повышения надёжности своих изделий. Заказ на Су-11 был резко сокращён в пользу производства на заводе Як-28П. Выпуск самолёта продолжался вплоть до начала 1965 года, было выпущено около ста машин.

## Конструкция

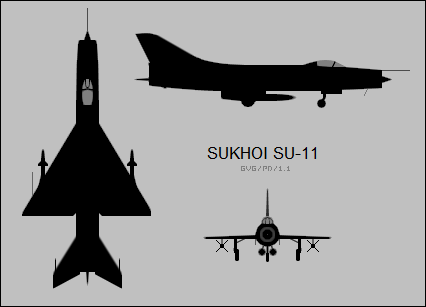
Sukhoi Su-11

Су-11 представляет собой выполненный по классической схеме среднеплан с треугольным крылом тонкого ламинарного профиля и стреловидным хвостовым оперением. Экипаж один человек.
- Фюзеляж - сконструирован полумонококом. Каркас фюзеляжа состоит из 66 шпангоутов, 25 стрингеров и 5 лонжеронов. Эксплуатационным разъёмом фюзеляж разделён на две части: головная часть фюзеляжа (Ф-1) и хвостовая часть фюзеляжа (Ф-2). Технологически головная часть расчленялась на носовую часть, отсек гермокабины и задний отсек. Симметричный воздухозаборник укомплектовывался движимым центральным конусом двухскачкового типа. Четыре противопомпажные створки располагаются на баковой поверхности носового отсека. Канал потока воздуха разделяется на две части над кабиной и снова соединяется за ней. Передний и средний отсеки головной части не имели продольного набора. Средний отсек состоит из гермокабины и расположенную под ней ниши передней опоры шасси. Фонарь кабины состоял из козырька с бронеблоком из силикатного стекла и сдвижной части из термостойкого оргстекла.. Сразу за кабиной располагалось приборное оборудование, а за ним первый и второй топливные баки. Основной объём хвостовой части фюзеляжа занимала удлинительная труба форсажной камеры двигателя. В нижней части располагался вкладной топливный бак-отсек и ниша тормозного парашюта, а по сторонам четыре тормозных щитка.
- Крыло - треугольное, с углом стреловидности по передней кромке 60 градусов. Каркас каждой консоли крыла состоял из: переднего и заднего лонжерона, балок, стрингеров и нервюр. Каждая консоль крыла делилась на пять отсеков - : передний отсек, отсек шасси, задний отсек, носок и хвостовая часть. Задний отсек был выполнен герметичным и являлся топливным баком. Механизация крыла - выдвижной щелевой закрылок и элерон с осевой аэродинамической и весовой компенсацией. Под каждой консолью было установлено по одному пилону для подвески пусковых устройств. Крыло крепилось к фюзеляжу в четырёх точках.

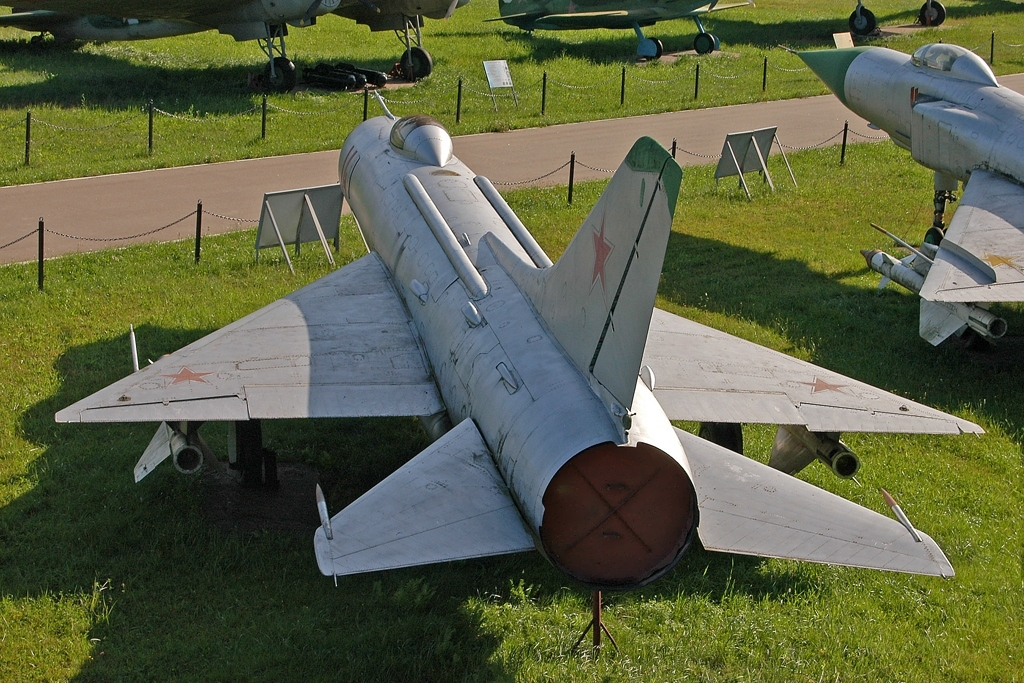
Сухой Су-11 0115307, Монино - музей ВВС RP10980

- Хвостовое оперение - киль с рулём направления и цельноповоротный стабилизатор. Конструкция оперения клёпанная с работающей обшивкой. Киль однолонжеронный с подкосной балкой, продольный силовой набор стрингера, поперечный набор нервюры. Законцовка киля выполнена из стеклопластика с впрессованной сетчатой антенной радиостанции. Руль направления однолонжеронный с весовой балансировкой. Стабилизатор состоит из двух половин, каждая из которых поворачивалась относительно собственной полуоси. Каждая половина однолонжеронной конструкции с передней и задней стенками, стрингерным набором и нервюрами. Для повышения критической скорости флаттера на законцовке каждой из половин стабилизатора устанавливался выносной груз.
- Шасси - трёхопорное, убирающееся в полёте, состоит из передней опоры, убирающейся вперёд, и двух основных опор убиравшихся по направлению к фюзеляжу. Амортизация - масляно-пневматическая, подвеска колёс рычажная. Тормоза колёс основных опор дисковые, метало-керамические, передней опоры - дисковые. На передней опоре устанавливался гаситель колебаний. Самолёт оснащался тормозным парашютом.
- Силовая установка - турбореактивный двигатель с форсажем АЛ-7Ф-2. Двигатель  имел форсажную камеру с двухпозиционным соплом. Запуск двигателя производился турбостартером, работающим на бензине. Управление форсажем - электрическое, управление двигателем - тросовое. На дозвуковых скоростях конус удерживался в убранном положении, а на сверхзвуке поэтапно выдвигался, обеспечивая оптимальное расположение скачков уплотнения. Топливная система включала в себя крыльевые и фюзеляжные баки общим объёмом 3060 л, два подвесных бака обеспечивали дополнительно 1440 л. Топливо - керосин.
- Система управления - необратимая бустерная. Проводка системы управления стабилизатором и элеронами  - жёсткая, а рулём направления смешанная, при помощи тросов и тяг. Для имитации аэродинамических нагрузок во все каналы управления были подключены пружинные загрузочные механизмы. В систему продольного управления были включены: автомат регулирования загрузки, дифференциальный механизм и механизм триммерного эффекта; в систему поперечного управления - пружинные тяги, предназначенные для управления самолётом при отказе одного из бустеров элеронов, в систему управления рулём направления - демпфер рыскания. На Су-11 в проводку управления был параллельно включён автопилот. Управление закрылками гидравлическое.
- Гидравлическая система - состоит из трёх независимых систем: силовой и двух бустерных (основной и дублирующей). Каждая из систем имела автономный источник питания. В дублирующую систему параллельно основному насосу была подключена аварийная насосная станция, обеспечивающая управление самолётом в случае отказа двигателя. Силовая гидросистема предназначалась для уборки и выпуска шасси, закрылков, тормозных щитков, конуса воздухозаборника и управления противопомпажными створками, а также автоматического торможения колёс при уборке шасси и рулевых агрегатов автопилота. Бустерные только для обеспечения работы бустеров.
- Пневматическая система - состоит из двух автономных систем: основной и аварийной. Система предназначена для торможения колёс основных опор, аварийного выпуска шасси и закрылков и герметизации фонаря кабины. Рабочее тело системы сжатый азот, размещённый в пяти баллонах общей ёмкостью 21 л, давление в системе 150 кг/см2.
- Система кондиционирования - предназначена для обеспечения необходимых условий жизнедеятельности лётчика. Воздух поступал в кабину через коллекторы обдува остекления, предохраняя его от запотевания. Воздух отбирался от компрессора двигателя и через регулятор давления и термостат поступал в систему кондиционирования.
- Кислородное и высотное оборудование - при полётах на больших высотах и в случае разгерметизации кабины, для обеспечения лётчика кислородом на самолёте имеется комплект кислородного оборудования: маска и кислородные приборы с баллонами с системой понижающих редукторов. Лётчик также пользовался высотным компенсирующим костюмом и гермошлемом.
- Система аварийного покидания -  включает в себя катапультируемое кресло и систему аварийного сброса сдвижной части фонаря. Безопасное катапультирование было возможно при скорости до 1100 км/ч и минимальной высоте 30 м.
- Электросистема - Основные источники электроэнергии на самолёте: генератор постоянного тока и генератор однофазного переменного тока. Аварийный источник постоянного тока - аккумуляторная батарея. Также на самолёте были установлены четыре преобразователя для переменного однофазного тока стабилизированной частоты и два преобразователя для переменного трехфазового тока стабилизированной частоты, для системы вооружения устанавливался дополнительный преобразователь. В специальных вырезах в консолях крыла были установлены две выдвижные посадочно-рулежный фары.
- Пилотажно-навигационное оборудование - включало в себя: гирокомпас, авиагоризонт, высотомер, указатель скорости, указатель числа Маха, вариометр, указатель поворота, акселерометр и часы.
- Радионавигационное и связное оборудование - связная УКВ станция, высотная аппаратура связи, автоматический радиокомпас, маркерное радиоприёмное устройство, радиоответчик радиолокационной системы слепой посадки, бортовая аппаратура радиолинии, запросчик-ответчик системы госопознования.
- Вооружение - в состав вооружения на Су-11 входила радиолокационная станция, две ракеты, подвешивающиеся на пусковых устройствах: одна ракета с радиолокационной головкой самонаведения и одна ракета с тепловой головкой самонаведения. Пуск ракет мог осуществляться как по одной, так и залпом.[1]

## Тактико-технические характеристики
Технические характеристики
- Экипаж: 1 пилот
- Длина: 18.23 м
- Размах крыла: 8.54 м
- Высота: 4.70 м
- Площадь крыла: 26.2 м²34 м кв. В инструкции летчику
- Угол стреловидности по передней кромке:
- Масса пустого: 8,562 кг
- Нормальная взлётная масса: 12 674кг
- Максимальная взлётная масса: 13 990
- Масса топлива во внутренних баках: 3 440 кг
- Объём подвесных топливных баков:  2 × 600 л
- Силовая установка: 1 × ТРДФ АЛ-7Ф-2
  - Бесфорсажная тяга: 1 × 6 800 кгс
  - Форсажная тяга: 1 × 10 100 кгс

Лётные характеристики
- Максимальная скорость: 2 340км/ч на 12 000 м
- Боевой радиус: 500 км
- Практическая дальность:  
  - без ПТБ: 1 350 км
  - с ПТБ: 1 800 км
- Практический потолок: 18 000 м
- Скороподъёмность: 13600 м/мин реально 10000м на форсаже набирал примерно за 2 мин 30 сек. Летал на нем 7 лет в 191 там.
- Длина разбега: 1 200 м
- Длина пробега: 1 250 м (без тормозного парашюта)

Вооружение
- Стрелково-пушечное: 2 × УПК-23 нет не было.
- Боевая нагрузка: 1000 кг
- Управляемые ракеты: ракеты «воздух-воздух»:
  - 2 × К-8М (АА-3)